# Wohn- und Wirtschaftsgebäude Feldmarkstraße 1
Das Wohn- und Wirtschaftsgebäude Feldmarkstraße 1 in Berne-Hiddigwardermoor an der Ollen stammt aus dem 19. Jahrhundert.
Aktuell (2023) wird es als Wohnhaus mit Ferienwohnungen und baugewerblich genutzt.
Das Gebäude steht unter Denkmalschutz (siehe auch Liste der Baudenkmale in Berne).

## Geschichte
Das eingeschossige giebelständige Wohn- und Wirtschaftsgebäude als Zweiständer-Hallenhaus in Fachwerk mit Steinausfachungen, reetgedecktem Krüppelwalmdach mit neuerer Schleppgaube, Niedersachsengiebel sowie Groote Door mit Rundbogen und neuer Türanlage stammt aus der Mitte des 19. Jahrhunderts.

Auf der Hofanlage stehen weitere nicht denkmalgeschützte Nebenanlagen.
Das Landesdenkmalamt befand: „… geschichtliche Bedeutung … als beispielhaftes Fachwerkhallenhaus aus der Mitte des 19. Jhs. … .“